# La Pleiade perduta
La Pleiade perduta (La Pléïade perdue o L'Étoile perdue), citato anche come Merope abbandona le Pleiadi, è un dipinto di William-Adolphe Bouguereau, realizzato nel 1884.  L'opera è attualmente conservata in una collezione privata.

## Descrizione
L'opera raffigura Merope, una delle sette sorelle note col nome di Pleiadi nella mitologia greca. Tra di loro ella fu l'unica che sposò un mortale, il re di Corinto Sisifo. In astronomia, l'ammasso delle Pleiadi nella costellazione del Toro si rifà proprio a queste sette sorelle: la stella Merope è la più fioca del gruppo e ciò riflette il matrimonio del personaggio mitologico con un mortale, quando le sue sorelle avevano sposato degli dèi. Il termine "stella perduta" veniva utilizzato dagli astronomi per riferirsi a questa stella data la sua minore luminosità.
Merope fluttua per aria, completamente nuda, e rivolge la schiena agli spettatori. Sullo sfondo si trovano le Pleiadi, le quali presentano una piccola stella luminosa sopra la testa. Merope sembra nascondere il volto per la vergogna di aver sposato un mortale. Infatti, ella sta lasciando le proprie sorelle, come testimonia l'assenza della stella luminosa sulla sommità del suo capo.
Una copia della tela fatta da un allievo di Bouguereau venne esposta alla fiera Mondiale Colombiana di Chicago del 1893: secondo una recensione dell'epoca questa riproduceva la "tinta meravigliosa della carne" realizzata dal maestro e la sua posa era di "disperazione assoluta e adorabile".